# Diana Beauclerk
Lady Diana Beauclerk, rozená Lady Diana Spencer (24. března 1734 – 1. srpna 1808), byla anglická šlechtična a malířka.

## Mládí
Diana se narodila do šlechtické rodiny Spencerů. Jejím otcem byl Charles Spencer, 3. vévoda z Marlborough (1706 – 1758) a Elizabeth Trevor († 1761). Měla tři sourozence; George, Charlese a Elizabeth. Její babičkou byla impozantní Sarah Churchillová, vévodkyně z Marlborough, která byla přímým předkem Winstona Churchilla. Vyrůstala v Langley Park v Buckinghamshire, kde se již v nízkém věku seznámila s uměním. Malíř Joshua Reynolds byl blízkým rodinným přítelem.

## Manželství a děti

#### První manželství
Dne 8. září 1757 se provdala za Fredericka St. John, 2. vikomta Bolingbrokea. V letech 1762–1768 byla dvorní dámou královny Šarloty. Stala se známou pod přezdívkou "Lady Di" (stejně jako její pozdější jmenovkyni Princezně Dianě před uzavřením sňatku).
Během svého prvního manželství porodila čtyři děti:
- George St. John, 3. vikomt Bolingbroke (5. března 1761 – 11. prosince 1824)
- Henriette St John (1. srpna 1762 – duben 1834), v roce 1791 se provdala za Henryho Towcestera
- Anna (*/† 1764), zemřela jako kojenec
- Frederick St. John (20. prosince 1765 – 19. listopadu 1844)

#### Druhé manželství
Podle Diany samotné bylo manželství velmi nešťastné, vikomt Frederick jí byl neustále nevěrný. Svého manžela opustila a udržovala tajný vztah se svým milencem Tophamem Beauclerkem. V únoru roku 1768 požádal Frederick o rozvod z důvodu cizoložství Diany. Parlament rozvod schválil do měsíce od podání návrhu.
Hned dva dny od nabytí platnosti rozhodnutí se provdala za Tophama Beauclerka ze Old Windsor. Společně měli tři děti:
- Elisabeth Beauclerk (20. srpna 1766 – 25. března 1793), provdala se za svého bratrance George Herberta, 11. hraběte z Pembroke
- Mary Day Beauclerk (20. srpna 1766 – 23. července 1851), dvojče Elisabeth. Známá byla především díky dlouholetému románku se svým vlastním bratrem Bolingbrokem, se kterým zplodila hned čtyři děti. Poté, co ji opustil, se v roce 1797 provdala za Franze Raugraufa Jenisona, německého šlechtice s anglickými rodiči. Díky tomu se stala předkem několika německých šlechtických rodin.
- Charles George Beauclerk (20. ledna 1774 – 25. prosince 1846), v roce 1799 se oženil s Emily Charlotte Ogilvie

## Pozdější život a smrt
Její druhý manžel zemřel v roce 1780 a kvůli omezeným financím se Diana rozhodla žít skromnější život. Zemřela v roce 1808 a byla pohřbena v Richmondu.
V polovině 90. let 20. století byl její portrét umístěn v Kenwood House v Londýně s popisem: "Lady Diana Spencer, známá především díky svému prvním nešťastnému manželství."